# Короткий привідний м'яз
Короткий привідний м'яз (т. adductor brevis) товстий і плоский, має трикутну форму. Розташований за гребінним і довгим привідним м'язами.
Початок: від зовнішньої поверхні тіла і нижньої гілки лобкової кістки, збоку від початку тонкого м'яза. М'яз прямує вниз і вбік, поступово розширюючись.
Прикріплення: коротким товстим сухожилком до верхньої частини присередньої губи шорсткої лінії стегнової кістки позаду місця прикріплення довгого привідного м'яза.
Функція: приводить стегно в кульшовому суглобі, бере участь у його згинанні й обертанні стегна назовні.
Кровопостачання: затульна артерія, пронизні артерії від глибокої стегнової артерії.
Іннервація: затульиий нерв (L2-L3).